# トイズハート
トイズハート株式会社（TH Inc.）は、1983年に設立された日本の株式会社である。
エンターテイメント分野の雑誌、書籍、映像メディア、ファンシーグッズ等の流通を行っている。

## 事業・ブランド
1999年9月に世界で初めてオナホールを「トイズハート」の名称でブランド化した。同年11月「TOYSHEART トイズハート」の登録商標を取得。オナホールメーカーとしては老舗であるとされる。
2000年発売の「Heavenシリーズ」は世界初の変形カップタイプ、2003年発売の「サティスファクション」は世界初のワインディングホールとして特筆に値する。
最大のヒット商品は、2005年発売の「セブンティーン」であるとされる。比較的シンプルな構造が多かった発売当初としては非常に革新的な構造であり、その後5年間にわたってヒットし続けたロングセラーであった。当初は主に自動販売機で販売していたが、2年後に店頭やインターネットでの販売を始めると売上が伸び始め、Amazon.co.jpのアダルトグッズ取り扱い開始により大きく売上を伸ばした。近年では、「オナニーの二極化」とも呼ばれる現象にも対応すべく、新素材とスタイリッシュさを特徴とした「SI-X」シリーズ（2009年）など、多彩な商品を展開している。
2001年以降はイベントに積極的に出展し、池袋サンシャインで「ファンタジック・ビジネスフェア」を単独開催、幕張メッセ、ベルリン、北京、上海、広州、香港、マカオなど国内外のアダルト展示会や「アニメ・エキスポ」「ワンダーフェスティバル」「フェチフェス」などにも出展している。
2011年、業界初の痛車イズハ号を製作、来客の送迎などに活用、2012年と2016年にリニューアル。
2015年2月、ブランドロゴを「Toy’Heart」から「トイズハート」へ変更。
2015年10月、"上海享趣电子商务有限公司（ZUIQINGFENG）"と協力し中国ECサイト「天猫」（Tmall）や「京東」（JD.COM）などの中国市場に進出。
2015年12月、スカパー!アダルト放送大賞2016作品賞に、トイズハートが開発協力しているパラダイステレビ製作、主演:美泉咲『電マ in デンマーク』がノミネートされる。

## 沿革
- 1983年2月3日 - 東京都台東区和泉町に、全国出版協同販売株式会社として設立[5]。当時は主に雑誌の出版・卸売を事業内容とし、とりわけアダルト本の自動販売機などを取り扱っていた[4]。
- 1988年 - 有限会社全協販に社名を変更し、東京都荒川区東日暮里に移転。映像の卸、制作を開始した[5]。
- 1992年 - 有限会社から株式会社に変更し、株式会社全協販となる。同年に埼玉県草加市に新社屋を建設し、以来そこに本社を置いた。
- 1990年代以降 - 成人向け雑誌業界が規制等により全体的に縮小をはじめる[19]。
- 1999年 -「トイズハート」の事業名でアダルトグッズの企画・製作を開始する[5]。
- 2010年 - ブランドにあわせる形で社名をトイズハート株式会社に変更。
- 2014年 - 2月に開催された「PINK TOKYO 2014」ではケツバット募金を実施し[20][21]、57,408円を日本赤十字社へ募金した[22]。
- 2015年 - ブランドロゴを「Toy’Heart」から「トイズハート」へ変更[15]。

## イベント
- 2001年4月、池袋サンシャインで「ファンタジック・ビジネスフェア」を単独開催[5]。
- 2002年10月、東京ビッグサイトで「エンターテイメント産業展」初出展[5]。
- 2007年7月27～29日、幕張メッセにて開催された「ATE2007（アダルトトレジャーエクスポ2007）」に出展[23][24]。
- 2009年10月15日～18日、ベルリンで開催された「VENUS 2009」に出展[25]。
- 2011年3月11～13日、上海で「第八回中国国際成人保健及び生殖健康展覧会」に出展[26][27]、その後も毎年出展。2014年は北川エリカ[28][29][30]、2016年は香西咲がブースに出演[31]。
- 2011年11月12～14日、広州で開催された「第九回全国（広州）性文化節」に出展[32][33][34]。その後2014年まで毎年出展し、2014年にはトニー大木がブース出演[35]。その時の模様がフジテレビ「NOFIX 風花雪月～ボクが見た祖国・性の解放～」にて放送された。
- 2012年5月、カナダで「JAL展示会」出展[5]。
- 2012年10月7日、お台場で第6回「痛Gふぇすたinお台場」出展。出演は琥珀うた、早乙女らぶ、紅天狗ギャル（佐野未来・芹澤里茉・小河結香・清水綾）、日暮りん、あやね[36][37]。
- 2013年2月10日、幕張メッセで「ワンダーフェスティバル2013・冬」に出展。その後も毎回出展、2015年から夏はかさいあみが売り子として出演[38][39][40][41][42][43][44]。
- 2013年4月7日～9日、北京で「2013第三回北京性文化の展示会」出展[45][46]。
- 2013年6月29日、渋谷アシッドパンダカフェで「トイズハート祭　昨日誰食べた?生」を主催。出演は大坪ケムタ、DJ急行、美泉咲、DJイオ、佐伯誠之助[47]。
- 2014年2月28日～3月2日、ディファ有明で「PINK TOKYKO 2014」出展。出演は北川エリカ、琥珀うた、みおり舞[48][49]。
- 2014年4月26日、東京キネマ倶楽部でオナフェス2014に出展[50]。
- 2014年6月29日、世界に誇るジャパニーズ“フェチ”境界線を越えたボーダレスな即売会&パフォーマンスイベント「フェチフェス04」出展。フェチフェス08以降連続出展[51][52][53][54][55][56][57][58][59][60][61][62]。
- 2014年7月3～6日、ロサンゼルスでANIME EXPO 2014（AX） に出展[63]。その後も毎年出展。
- 2014年9月14日、プレジャ秋葉原で「アダルトグッズサミット」開催。出演は大坪ケムタ、新山かえで[64]。
- 2014年12月、マカオで「ASIA ADLUT EXPO MACAO」初出展。ゲストとして北川エリカが出演[65]。
- 2015年7月5日、大阪ライブシアターなんば紅鶴にて「SEX革命の夜明け!!」を定期開催[66][67][68][69][70][71][72][73]。
- 2016年9月3日、新宿ロフトプラスワンにて「トイズハートプレゼンツ南梨央奈の穴があったら入りたい」開催[74]。2017年8月5日にも第二回を開催[75]。
- 2017年2月18日、新宿ロフトプラスワンにて「トイズハートプレゼンツ涼川絢音の倒れるときは前のめり」開催[76][77][78][79][80][81]。
- 2018年4月21日、オナホールユーザー座談会開催[82]。
- 2018年10月23日、CLUB CITTA'で開催された「LADY MADONNA拡大版vol.3」にてトイズハートプレゼンツ「わたオタ」プロジェクト妃月るいアニソンメドレーsong for 妃月るいセレクションにて参加[83][84][85]。
- 2018年12月1日深夜、ネイキッドロフトにてトイズハートプレゼンツ「とりあえずナマで!」スペシャル編 『神咲詩織と湊莉久のかかってこいやー』開催[86][87][88]。

## インターネット

### 生放送
- ニコニコ生放送
  - BUBKA誌面連動番組 トイズハートプレゼンツ「きのう誰食べた?」- 第3回[89]よりスポンサー（第3回：2011年10月6日 - 第56回：2016年4月5日、
    - 司会：大坪ケムタ、DJ急行[90]
    - ゲスト：藤井シェリー、優希まこと、泉麻那、琥珀うた、瀬名一花、高沢沙耶、晶エリー、あすか光希、一ノ瀬ルカ、仲里紗羽、りんか、宮下つばさ、橘アイリ、藤原ひとみ、内田美奈子、真木今日子、篠田ゆう、美月優芽、芹沢つむぎ、相葉レイカ、西園寺れお、高嶋美鈴、HIKARI、武井麻希、美泉咲、真咲南朋、秋月夕奈、蓮実クレア、小司あん、加納綾子、雨宮真貴、新山かえで、波多野結衣、北川エリカ、峰岸ふじこ、菅野いちは、青山未来、河西あみ、倉科紗央莉、涼風ことの、小西まりえ、愛須心亜、まりか、生駒はるな、阿部乃みく、南梨央奈、羽月希、木南日菜、佐倉絆、浅野えみ、伊織涼子、ゆきのあかり、新條希、桜井あゆ、星美りか、友田彩也香、涼南佳奈、上原亜衣、西野翔[91]。

  - 「南梨央奈の「大人の時間」ぷらすあるふぁー!」（第1回：2015年9月25日 - 第23回：2018年2月7日）[92][93][94][95][96][97][98][99][100][101][102][103]
  - 「河西あみのやおい穴」- 第5回（2016年3月17日）から「かさいあみのやおい穴」に改題[104]（第1回：2015年10月27日 - 第21回：2019年6月15日、ニコニコ生放送 オトコのカラダチャンネル）[105][106][107][108][109][110][111][112][113][114][115][116][117][118][119][120][121][122][123]。
  - みづなれいの「れい様のいうとおり」（第1回：2016年2月18日 - 第6回：2016年12月15日）[124][125][126][127][128]。
  - 「ハートの部屋（仮）」（第1回：2016年12月1日 - 第58回：2019年7月25日）
    - ゲスト：第1回加納綾子[129]、第2回ディープスプロデューサーイケパイ&駒場シェリー監督[130][131]、第3回涼川絢音[132][133]、第4回澁谷果歩[134]、第5回初美沙希[135][136][137]、第6回波多野結衣[138][139][140]、第7回水嶋アリス[141][142][143]、第8回あやね遥菜[144][145]、第9回友田彩也香[146][147]、第10回尾上若葉[148][149]、第11回原美織[150][151]、第12回浅田結梨[152][153]、第13回明里ともか[154][155]、第14回佐倉絆[156][157]、第15回葉月美音[158][159]、第16回大見はるか[160][161]、第17回ラブリーポップス（大森玲菜、愛原れの、星空もあ、真田美樹）[162][163]、第18回きみと歩実＆七菜原ココ[164][165]、第19回北条麻妃[166][167]、第20回妃月るい[168][169]、第21回涼川絢音[170][171]、第22回小島みなみ[172][173]、第23回神咲詩織[174][175][176]、第24回桜木優希音[177][178]、第25回羽月希[179][180]、第26回卯水咲流[181]、第27回川上奈々美[182][183]、第28回澁谷果歩[184]、第29回霧島さくら[185][186]、第30回湊莉久[187][188]、第31回笹倉杏[189][190]、第32回古川いおり[191][192]、第33回あおいれな[193][194]、第34回つぼみ[195][196]、第35回若月まりあ[197][198]、第36回響レミ[199][200]、第37回早川瑞希[201][202]、第38回生田みく[203][204]、第39回羽生ありさ[205][206]、第40回長瀬麻美[207][208]、第41回有栖るる[209][210]、第42回宮崎あや[211][212]、第43回橘＠ハム[213][214]、第44回川上ゆう[215][216]、第45回三田杏[217][218]、第46回七海ゆあ[219][220]、第47回友田彩也香[221][222]、第48回大槻ひびき[223][224]、第49回あけみみう[225][226]、第50回栄川乃亜[227][228]、第51回神谷充希[229][230]、第52回霧島さくら[231][232]、第53回並木塔子[233][234]、第54回三島奈津子[235][236]、第55回神咲詩織&川上奈々美[237][238]、第56回水嶋アリス[239][240]、第57回星あめり[241][242]、第58回上川星空[243][244]

  - 「私がオタクなばっかりに」（第1回：2018年4月28日 - 第15回：2019年7月16日）
    - ゲスト：第1回妃月るい[245][246]、第2回卯水咲流[247][248]、第3回笹倉杏[249][250]、第4回妃月るい[251][252]、第5回卯水咲流[253][254]第6回藤川菜緒[255][256]第7回妃月るい[257][258]第8回笹倉杏[259][260]、第9回卯水咲流[261][262]、第10回藤川菜緒[263][264]、第11回澁谷果歩[265][266]、第12回卯水咲流[267]*新宿レフカダにて公開生放送[268][269]、第13回藤川菜緒[270]*新宿レフカダにて公開生放送[271][272]、第14回澁谷果歩[273]*新宿レフカダにて公開生放送[274][275]、第15回妃月るい[276]*新宿レフカダにて公開生放送[277][278][279]。
- 「女子オナニー会談」（2013年11月16日 - 2015年4月10日、Ustream配信）[280]

### 収録番組
- YouTube トイズハートチャンネル
  - 「パリッコの飲み行く!?」（第1回：2017年10月3日 - 第7回：2018年3月4日、）
    - ゲスト：第1回月本愛[281]、第2回涼川絢音[282]、第3回尾上若葉[283]、第4回川上ゆう[284]、第5回神咲詩織[285]、第6回友田彩也香[286]、第7回湊莉久[287]

  - 「とりあえずナマで!」（第1回：2018年5月8日 - 第16回：2019年8月3日）
    - ゲスト：第1回桐谷まつり[288]、第2回きみと歩実[289]、第3回ルルディ（栄川乃亜・霧島さくら）【前編】[290]【後編】[291]、第4回神咲詩織[292]、第5回小西まりえ[293]、第6回友田彩也香[294]、第7回市川まさみ[295]、第8回花咲いあん＆三島奈津子【前編】[296]【後編】[297]、第9回妃月るい[298]、第10回琥珀うた[299]、第11回笹倉杏[300]、第12回あけみみう[301]、第13回浜崎真緒[302]、第14回翔田千里[303]、第15回逢坂はるな[304]、第16回小早川怜子[305]

### 番組
- 「安田理央と遠藤遊佐のダメダメ酒場」（第1回：2014年9月7日 - 第6回：2015年2月14日、YouTubeインターネットラジオ「安田理央と遠藤遊佐のダメダメ酒場」）
  - ゲスト：第1回トイズハート石田、第2回やつめたなこ、第3回加藤カジカ、第4回深志美由紀、第5回アケミン、第6回バクシーシ山下[306]

## TV
- TBSドラマNEO『放課後はミステリーとともに』にて美術協力[307]。
- テレビ朝日金曜ナイトドラマ『ボーイズ・オン・ザ・ラン』にて美術協力[308]。
- フジテレビ『GTO』にて美術協力[309]。
- NOFIX 風花雪月　～ボクが見た祖国・性の解放～（2015年1月29日、フジテレビ）[310][311]
- パラダイステレビ
  - 第1回「電マ王戦」～男優vs.大人のおもちゃ 女をよりイカせるのはどっちだ?（2015年9月3日）[312]
  - 第2回「電マ王戦」～男優vs.大人のおもちゃ 女をよりイカせるのはどっちだ?（2016年1月14日）[313][314]
  - 超速報!「スカパー!アダルト放送大賞2016」のウラ側撮って出し生放送～美泉咲&五十嵐しのぶも現場から直行（2016年3月3日）[315]
  - 「トイズハートPresentsセクシー女優の帰れまTEN～トイズハートの人気オナホールBEST10を当てろ！」（2017年12月1日、ヌーヴェルパラダイス）[316][317]
- BSスカパー!
  - 「元気に死ぬテレビ!3」～（2016年10月29日）[318][319]
  - 「ダラケ! 〜お金を払ってでも見たいクイズ〜」シーズン11　大人のおもちゃメーカー（2017年6月23日）[320]

## ラジオ
- 2020年7月5日よりラジオ関西にてラジオ番組「トイズハート放送局」を放送。MCは逢瀬アキラ（2024年10月26日 - ）とみなみかわ（2021年5月 - ）[321]。過去のMCは水野七海（ - 2021年3月）、月森ねね（ - 2024年10月19日）。

## 映画
- 2014年11月公開映画の入江悠監督「日々ロック」特別協賛[322]
- 2015年9月公開映画の園子温監督「みんな!エスパーだよ!」特別協賛

## DVD
- 2011年6月発売笹谷遼平監督・監修・編集「メイコグ3号　すいっちん -バイブ新世紀-」出演[323][324]。

## 書籍
- 「二次嫁HOLEパッケージ大図鑑」・エマ・パブリッシング（編集）（2014年1月　総合科学出版）　ISBN 978-4881818367 [325]
- 「実践アナルオーガズム」（2015年6月　三和出版）　ISBN 978-4776913580 [326]
- 「すぐ使える!!オナホ完全マニュアル」（2019年6月　セブン新社）　ISBN 978-4881853191 [327]

## ゲスト出演
- 2012年
  - 4月2日 - ロフトプラスワンオールザッツバカ映像presentsバカAV専門学校vol.15「エロくてえらい人に聞いてみよう＆童貞喪失インタビューSP!」[328]
  - 6月3日 - なんば紅鶴バカAV専門学校大阪校vol.2：ゲスト出演[329]
- 2013年
  - 3月5日 - 渋谷アップリンク「メイド・イン・ジャパン快楽園考 『すいっちん-バイブ新世紀-』『昭和聖地巡礼～秘宝館の胎内～』 1週間限定上映!」でゲスト出演[330]
  - 8月30日 - 香港で開催された「ASIA ADULT EXPO 2013 in Hongkong」にて「日本のアダルトグッズ発展の秘訣」をスピーチ[331][332]
  - 10月25日 - 新宿ロフトプラスワン「オナホ超会議」出演[333][334]
- 2015年
  - 2月7日 - 新宿ネイキッドロフト「女子オナニー会談@ネイキッドロフトvol.3」ゲスト出演[335]
  - 4月3日 - 新宿LEFKADA【女性限定】「第3回　花園AV女学院～淑女の為のヒミツの講義～イケメンAV監督に学ぶ淑女なH」ゲスト出演[336]。
  - 4月3日 - ニコニコ生放送 TMAチャンネル「アダルトグッズサミットinニコ生」ゲスト出演[337]
  - 8月10日 - 新宿ロフトプラスワン「オールザッツバカ映像presentsバカAV専門学校21～事実はAVより奇なり!ヤリ○ンスーパースター列伝SP」ゲスト出展[338][339]
  - 9月19日 - 新宿ロフト【第6回アニソンクラブイベント「アニクラTMA×pop life department. m's」】のイベント【オナホグランプリ】出演　トイズハートサポート：みづなれい[340]。
- 2018年10月21日 - ロフトプラスワン「高須基仁プロデュースVol.89　第24回熟女クイーンコンテスト」審査員&トークショー出演[341][342]

## 掲載記事
- オナホが日中関係の架け橋に!?　トイズハートが見た反日デモの実像（2012年11月15日、日刊サイゾー）[343]
- 破壊力抜群のオナホが鳥インフルも駆逐する!?　中国オナホ博覧会の今（2013年5月7日、日刊サイゾー）[344]
- 中村うさぎのアダルトクエスト（第1回：2013年06月29日 - 第6回：2013年12月19日、サイゾー）[345][346][347][348][349][350]
- 「当たり前の経営論を武器に業界の「なぜ?」への挑戦 トイズハート」（2014年6月1日、トイズマガジン）[351]
- フェミニズムに賛同するサイゾーがあえて問う! 女の“エロ”産業の勃興と乱立する”本音”メディア（2014年7月28日、サイゾー）[352]
- トイズハートの成人玩具がもはや戦略兵器並みと話題（2016年11月5日、大衆ヴィーナスWEB）[353]
- 第20回：世界中が腰を抜かした日本の兵器（2016年11月24日、i bought[アイボウト]）[354]

## レビュー
- サイゾー
  - 「セクシーアイドルの小島みなみも大絶賛!　今度のオナホがキツメですごいらしい!」（2016年7月6日）[355]
  - 「セクシー女優の小島みなみ、最新オナホ用ローションに驚く「生っぽい!」」（2016年8月3日）[356]
  - 「オナホはどこまで進化する?　エスワン女優小島みなみが世間を騒がす最新オナホに仰天！」（2016年8月8日）[357]
- メンズサイゾー
  - ピンサロ通い20年のベテランがプロデュース!!フェラホールの金字塔『フェラマスター』＆『フェラゾーマ』（2011年6月30日）[358]
  - ユーザーのあふれる出る”ダッチ愛”に応え続けるクリエイターの魂を見よ！（2011年7月14日）[359]
  - エロ漫画好き男子の“夢”を実現!　美少女のオマ●コを再現したオナホールが登場！（2011年6月14日）[360]
  - “大人のお友達”必見!JSへの挿入の夢を叶えてくれるオナホール（2013年7月15日）[361]
  - 「愛・震えていますか」　超時空をも越えて愛を感じろ!!　スタイリッシュなハイパワーバイブレーター・ヴァルキリー（2014年8月5日）[362]
  - 不朽の名作オナホール「セブンティーン」その快感の秘密に迫る!?（2014年8月7日）[363]
  - 本物より”ミラクルな”挿入感!「17evo」のリアルさの秘密に肉薄!!（2014年8月7日）[364]
  - 速攻で昇天…!　人気のオナホ『SI-X』（シックス）シリーズに“ゴリゴリ感”と“スパイラル装着”がウリの新作が登場（2014年8月7日）[365]
  - 出会った時にはすでに“調教”済み!　妄想を具現化した「オナホ妖精」の覚醒の瞬間とは?（2014年8月7日）[366]
  - 姉妹と一線を超えたらキツめで微貫通だった……!　高刺激なオナホ『うぶ姉』でヌク!（2014年8月7日）[367]
  - のどの奥まで突いても大丈夫!“ディープ・スロート”の夢を叶えてくれるオナホール（2014年8月7日）[368]
  - これぞ万能オナホール!ロングセラーの秘密をこっそり教えます（2014年8月7日）[369]
  - テクニシャンな姉に翻弄!?はたまたウブな妹を調教!?究極の姉妹丼を体感!!（2014年8月7日）[370]
  - どこかで見たことある女性たちがギチギチに締め付ける!?（2014年8月7日）[371]
  - カッコ良くオナニー!!　スタイリッシュなデザインのSI-Xシリーズでオナニーにも差をつけろ！（2014年8月7日）[372]
  - 最上級オナニーのススメ!　フラッグシップ・ハッピネスで快感を優雅に堪能!（2014年8月7日）[373]
  - 処女貫通を擬似体験!!　ウブなあの子の初めてをイタダキマス!?（2014年8月7日）[374]
  - これぞ”オレ専用”オナホール!「R-20」がバカ売れする理由（2014年8月7日）[375]
  - 「上原亜衣と大人のおもちゃで遊んでみた!定番オナホール最新版「セブンティーン　ボルドー　ソフト」編」（2016年4月23日）[376]
  - 「ふわとろオナホで“メスイキ”!　元AV女優で男の娘・大島薫、最新アダルトグッズの目からウロコな活用法」（2016年11月28日）[377]
  - 「二股ローターで三点攻め!　男の娘・大島薫、柔らか新感覚ローターの巧みな使い方」（2016年12月6日）[378]
  - 「ご褒美オナホで恋人気分!　男を知り尽くす男の娘・大島薫、人気オナホのヒミツを探る」（2016年12月15日）[379]
  - ロリ系AV女優・南梨央奈、こだわりの大人気オナホに大はしゃぎ!（2017年3月9日）[380]
  - 覚醒する妹系オナホ!　そのヒミツを妹系AV女優の南梨央奈が探ってみた!!（2017年3月17日）[381]
  - 穴の入り口がリアルすぎ!　自分のオナホに照れまくるAV女優・南梨央奈（2017年3月30日）[382]
  - ヤンデレ属性のオナホ!　AV女優・南梨央奈、ヤミツキ必至の極上オナホについて語る（2017年12月22日）[383]
  - オナニー好き女子の強い味方!　AV女優・南梨央奈、USB充電式ローター片手に自慰生活を赤裸々に告白!!（2018年1月5日）[384]
  - 南梨央奈、中出しの快感を告白!　種付けプレスを完全再現した極上肉厚オナホ（2018年1月17日）[385]
- トイズマガジン【オトナのオモチャ相談室】
  - アンデルセン 講師・一徹（2017年1月8日）[386]
  - セブンティーン ボルドー 講師・白石茉莉奈（2017年2月26日、トイズマガジン）[387]
  - マジカルスティック 講師・大槻ひびき（2017年5月31日、トイズマガジン）[388]
  - すじまんイカっ腹娘 講師・椎名そら（1）（2017年12月15日、トイズマガジン）[389]
- 「南梨央奈ちゃんにオナホを触ってもらうと…?」（2015年4月17日、おたぽる）[390]
- 東スポ裏通りWeb
  - ＜信長書店アダルティックニュースbyヒゲアブラー 第19回＞ホールレビュー続々!トイズハートはんのレジェンドホール『セブンティーン』！（2018年2月9日）[391]
  - ＜イッてらっしゃい! 見てらっしゃい!＞向きや角度を変えるたび予測不能な“天国”味わえるオナホ「天使の包容」（2018年5月30日）[392]
  - ＜佐倉絆のイッてらっしゃい! 見てらっしゃい!＞
    - 非貫通型オナホが進化!大きくなってイボやヒダが追加された「無口なあの娘 BIG」（2018年7月25日）[393]
    - スポーツ選手みたいなキツキツオナホ「極キツハード～自転車女子～」（2018年8月9日）[394]
    - 今月は“オナホ”に特化してみました。膣から子宮まで完全再現したものから、もしも…シリーズ、そしてリバーシブルと多彩な品揃え。貴方はどれでイク？（2019年6月7日）[395]